# Portrait d'un jeune homme (Titien, Munich)
Pour les articles homonymes, voir Portrait d'un jeune homme.
Le Portrait d'un jeune homme (ou Portrait d'homme) est une peinture à l'huile sur toile collée sur panneau (89 × 73 cm) par Titien, datant de 1520 environ et conservée à la Alte Pinakothek de Munich.

## Histoire
L'œuvre provient de la galerie de l'Électeur de Düsseldorf. Semblable au Portrait d'un jeune homme du Musée Fesch d'Ajaccio, elle est généralement considérée comme antérieure, comme deux autres portraits au musée du Louvre, le Portrait d'homme et  L'Homme au gant.
Un temps elle fut considérée, à tort, comme le portrait de Pierre l'Arétin.

## Description
D'un arrière-plan sombre émerge un personnage masculin, légèrement de biais, la tête tournée de trois-quarts vers la gauche. L'homme porte une tunique de couleur noire, un manteau sombre bordé de fourrure et une chemise blanche. On aperçoit la main gauche, sur la paume de l'épée. La physionomie de l'individu et sa psychologie sont rendues de façon intense.